# Echephron (Sohn des Nestor)
Echephron (altgriechisch Ἐχέφρων Echéphrōn) ist eine Person der griechischen Mythologie.
Echephron ist ein Sohn des Nestor, bei Homer wird als seine Mutter Eurydike angegeben, in der Bibliotheke des Apollodor hingegen Anaxibia. Seine Geschwister sind Peisidike, Polykaste, Perseus, Stratichos, Peisistratos, Aretos, Antilochos und Thrasymedes.
Bei einem Kuhopfer zu Ehren des Gottes Poseidon ist er derjenige, der gemeinsam mit seinem Bruder Stratichos das Tier zur Opferstelle führt.